# コロンバンガラ島

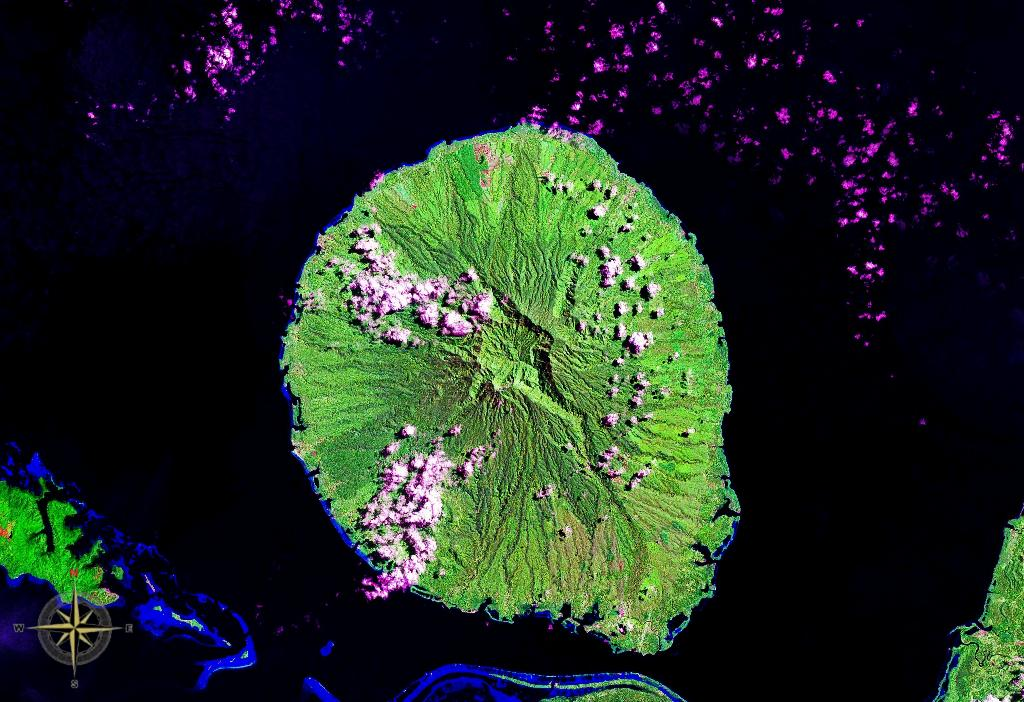
コロンバンガラ島（衛星写真）

コロンバンガラ島 （コロンバンガラとう、英語: Kolombangara） はソロモン諸島、西部州にあるほぼ円形の島。

## 地理
ニュージョージア諸島の一部で面積687.8 km2成層火山で標高は1770m。島はニュージョージア海峡の南の境界の一部になっており、北西にはベラ湾を隔ててベララベラ島、ギゾ島が、南東にはクラ湾をはさんでニュージョージア島がある。島は深い森に覆われており、人はほとんどすんでいない。

## 歴史

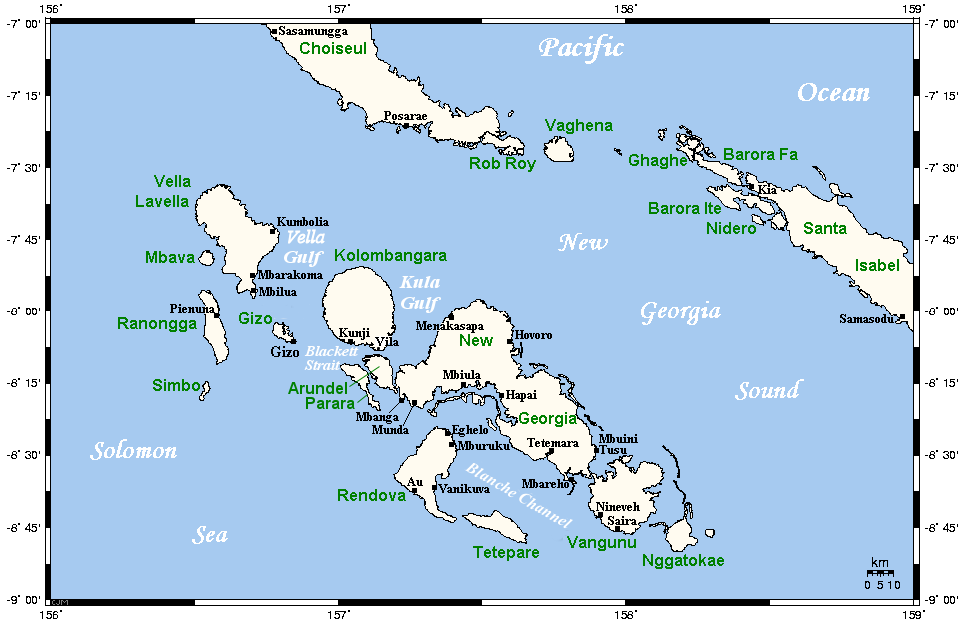
ニュージョージア諸島の全体図。コロンバンガラ島は図の中央左に位置する。

1568年にスペインの探検家メンダーニャが発見したとされている。
大東亜戦争（太平洋戦争）中に日本軍が占領し、島の南部のビラに飛行場を建設した。ガダルカナル島撤退後日本軍はコロンバンガラ島、ニュージョージア島の兵力の強化を図り、コロンバンガラ島への輸送部隊とアメリカ海軍やニュージーランド海軍をはじめとする連合国軍との間でクラ湾夜戦、コロンバンガラ島沖海戦など度々戦闘が発生した。
連合国軍は1943年7月5日にニュージョージア島上陸した後、コロンバンガラ島は跳び越して8月15日にベララベラ島へ上陸した。
日本軍は同年7月9日に駆逐艦による兵力輸送作戦を成功させて、戦闘に備えていたが、同年9月28日から10月2日の間にコロンバンガラ島から撤退した。